# Chlapec v pruhovaném pyžamu (film)
Chlapec v pruhovaném pyžamu (anglicky The Boy in the Striped Pyjamas, v USA pod názvem The Boy in the Striped Pajamas) je britsko-americké historické filmové drama z roku 2008 režiséra Marka Hermana, které vychází ze stejnojmenné knižní předlohy irského spisovatele Johna Boyne.
Ústředním tématem filmu je holokaust Židů během 2. světové války. Líčí příběh osmiletého chlapce, syna nacistického velitele koncentračního tábora, který se s otcem a rodinou přestěhoval do domu v blízkosti tábora, kde se i přes zákaz rodičů seznámí se stejně starým židovským chlapcem Šmuelem.

## Herecké obsazení
- Vera Farmiga jako Elsa (matka)
- David Thewlis jako Obersturmbannführer Ralf (otec)
- Amber Beattie jako Gretel (sestra)
- Asa Butterfield jako Bruno
- Rupert Friend jako SS-Obersturmführer Kurt Kotler
- David Hayman jako Pavel (starý židovský pomocník)
- Jack Scanlon jako Šmuel (židovský chlapec z tábora)
- Sheila Hancock jako Nathalie (babička)
- Richard Johnson jako Matthias (děda)
- Cara Horgan jako Maria (služebná)
- Jim Norton jako Herr Liszt (učitel)

## Děj

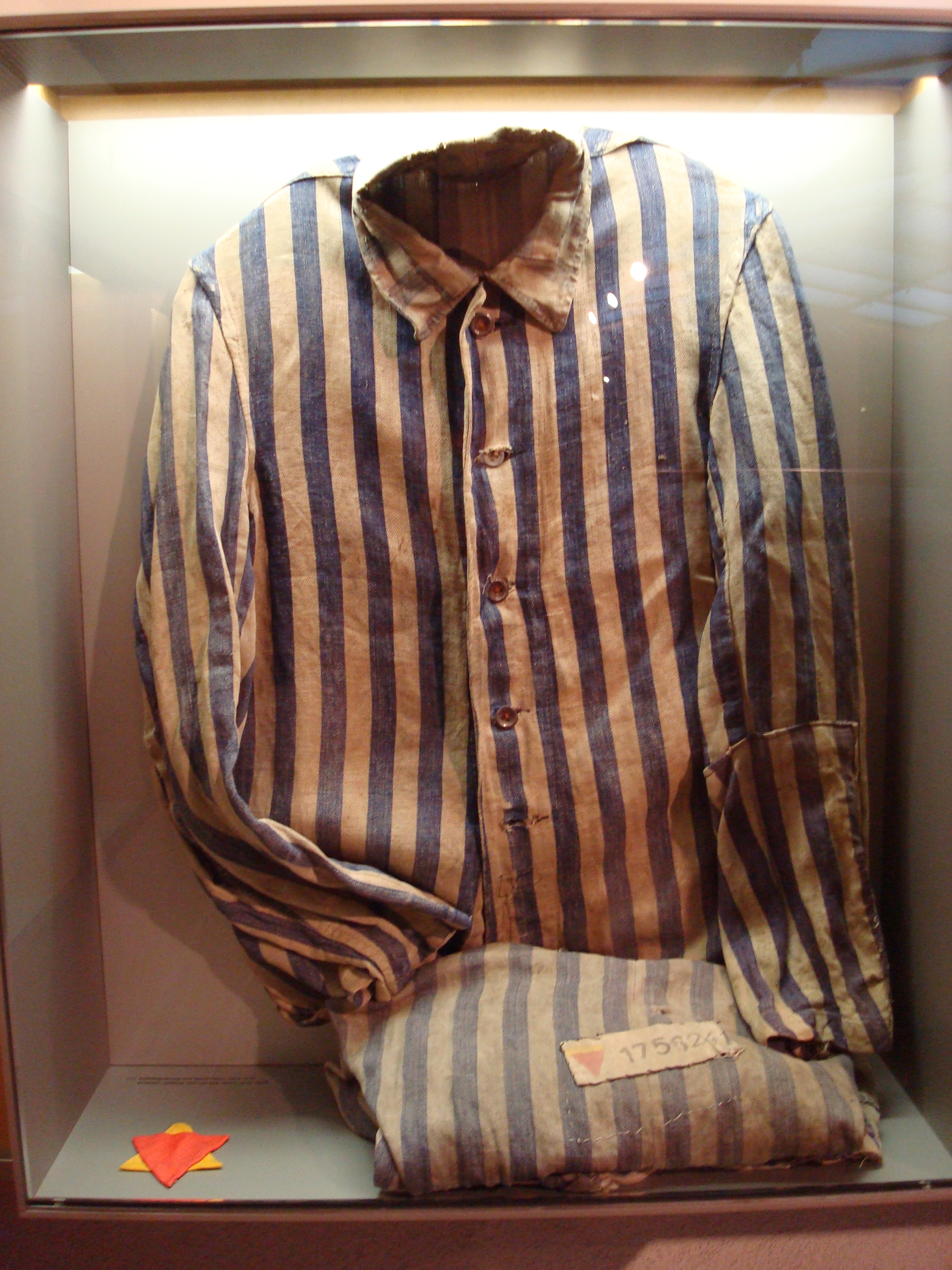
Vězeňský mundúr z nacistického koncentračního tábora Sachsenhausen.

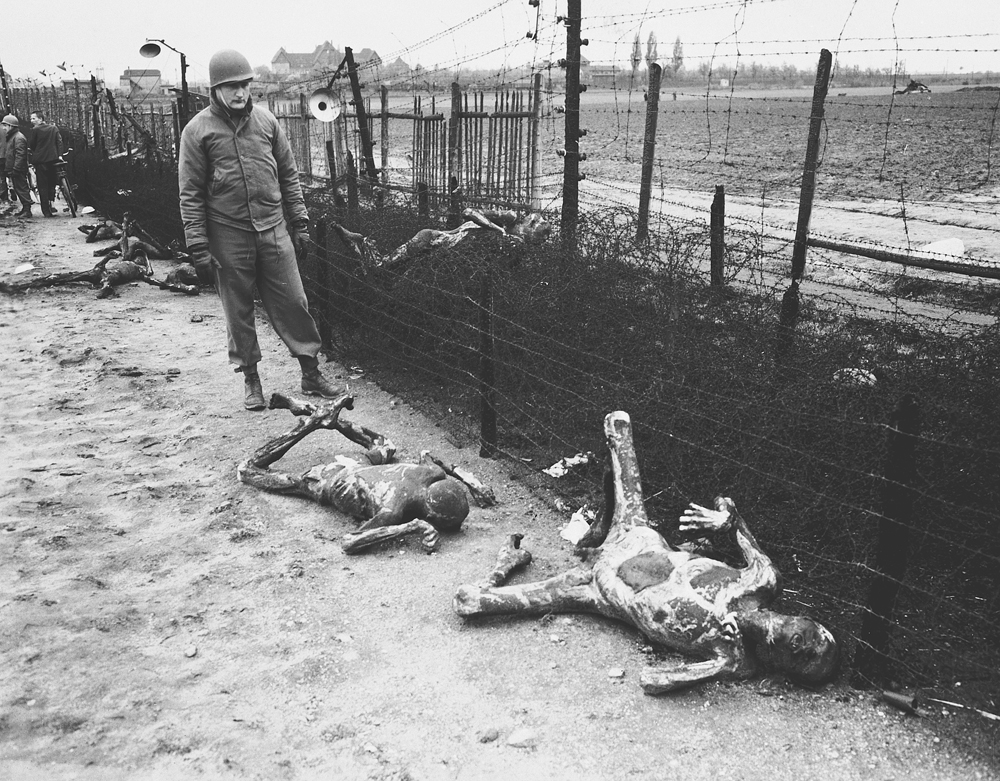
Oběti holokaustu z nacistického koncentračního tábora Leipzig-Thekla.

Berlín. Osmiletý německý chlapec Bruno přiběhne domů a vidí, že probíhá velké stěhování. Otec Ralf, vojenský důstojník, pořádá rozlučkovou oslavu, neboť byl povýšen do hodnosti Obersturmbannführera a čeká na něj místo velitele koncentračního tábora. Na oslavě je poté přítomno mnoho hostů a celá rodina, dvanáctiletá sestra Gretel, matka Elsa, děda Matthias a babička Nathalie. Jediná babička dává najevo nesouhlas s pozicí svého syna (Brunova otce), trpce mu říká, že je to její vina, neboť díky ní si v dětství zamiloval uniformy. Ralf ji upozorní, že na takové nebezpečné řeči může jednou doplatit. Bruno je z představy stěhování rozmrzelý, protože přijde o své kamarády. Ve filmu jsou protřiženy kontrastujicí scény z násilného přesídlování jeho židovských sousedů. Celkově je úchvatně zachycena atmosféra Berlína té doby. 
V novém domě se mu nelíbí, nemá si pořádně s kým hrát a do zahrady má zakázáno vstoupit. Poprvé se střetává s židovským pomocným personálem v domě a arogancí SS-Obersturmführera Kurta Kotlera vůči Židům. Bruno se domnívá, že koncentrační tábor (na který vidí z okna pokoje) je nějaká farma. Co mu nejde do hlavy, proč všichni nosí pruhovaná pyžama. Jeho zvědavost den ode dne sílí. Otec Brunovi a Gretel zajistí soukromého učitele, který chlapci zakáže číst dobrodružné romány a nutí mu antisemitsky a propagandisticky zaměřený třetí svazek dějepisného díla Deutscher Almanach 1921–1937. Matka Elsa je vůči Židům nedůvěřivá, ale uklidní se poté, co židovský majordomus Pavel (bývalý lékař) ošetří v její nepřítomnosti Bruna, který spadl z houpačky. Pavel si navíc bystře všiml chlapcovy zvídavosti a uhodl, že by si přál být průzkumníkem. Dvanáctiletá Gretel svádí Kotlera, kterému to lichotí. Matka si všimne, že dcera se mění, v pokoji má díky vlivu Kotlera a učitele Liszta vylepené plakáty SS. Hrůznost místa ji dojde v okamžiku, kdy se kouří z komínů spalovacích pecí a Kotler poznamená, že když se pálí Židé, tak to pořádně smrdí. Šokovaná Elsa si uvědomí, s kým žije. Od této chvíle se snaží manželovi odporovat. Bruno se odváží do blízkosti tábora a tajně se zde seznámí se stejně starým židovským chlapcem Šmuelem, kterému nosí jídlo. Společně si přes plot povídají a Brunovi se začíná pomalu rozpadat představa o chovatelské farmě. Díky vztahu se Šmuelem a starým Pavlem zůstává poměrně imunní vůči propagandě, kterou jej zásobuje Liszt. Jednoho dne je při jídle svědkem surového napadení Pavla Kotlerem, když mu rozlije skleničku s vínem. Kotler si na židovském starci vybil zlost, protože mu jeho nadřízený Ralf (otec Bruna) kladl nepříjemné otázky ohledně jeho vlastního otce. Kotler odpověděl, že s ním není v kontaktu, protože otec odešel do Švýcarska (Švýcarsko si zachovávalo neutralitu, kterou neporušilo ani nacistické Německo. Němci, kteří se z nesouhlasu s vládním programem uchýlili mimo hranice byli považováni za zrádce). Bruna zklamalo, že jeho otec Kotlera v bití nezastavil a začíná o něm pochybovat.
Později Bruno narazí v domě na Šmuela a je rád, že jej vidí. Nabídne mu jídlo. Za chvíli dovnitř vejde Kotler a obviní židovského hocha, že jídlo ukradl. Uhodí na něj a Šmuel řekne po pravdě, že jídlo dostal od Bruna. Nacistický důstojník křikne i na Bruna, který dostane strach a řekne, že to není pravda. Kotler odvádí Bruna pryč a Šmuelovi slíbí, že si to s ním vyřídí později. Bruno se za sebe stydí a několik dní marně čeká u plotu tábora na svého přítele. Ten se tam nakonec objeví a dokáže mu odpustit. Jde vidět, že nebyl ušetřen bití, má silně pohmožděné oko.
Po pohřbu babičky Nathalie, která zemřela během bombardování, otec na popud své manželky souhlasí s tím, aby odjela s dětmi k příbuzným. Mírně jej překvapí, že Bruno chce zůstat, když se mu zde předtím dlouho nelíbilo. Ale zůstává neoblomný. Gretel toto rozhodnutí vítá, předmět jejího zájmu Obersturmführer Kotler byl převelen na frontu a kamarádky zde žádné nemá. Bruno chce odčinit svou zradu vůči Šmuelovi, kterou stále cítí. Nabídne se, že pronikne do tábora a společně se vydají hledat Šmuelova otce, který je nezvěstný. Teprve v táboře vidí Bruno pravou podstatu věci, zesláblé a vyčerpané muže, ponižování a nelidskost ze strany německých strážců. Z jednoho z baráků jsou vyhnáni členy Sonderkommanda do plynové komory. V domě Elsa zjistí, že Bruno už si nehraje na svém místě a zalarmuje Gretel a služebnou Marii. Gretel si všimne vypadlého sendviče a pootevřeného okna do zadní zahrady. Elsa běží uvědomit manžela, který bere s sebou i vojáky se psem. Najdou místo, kudy se Bruno dostal do tábora. Bruno zatím stojí společně s ostatními nahý v plynové komoře, kde jim Sonderkommandos řekli, že je čeká sprcha. Voják SS v plynové masce sype dovnitř Cyklon B a vězni v panice začnou křičet a bušit na ocelové dveře. Ralf přiběhne v momentě, kdy jedovatý kyanovodík už otrávil všechny uvězněné včetně jeho syna Bruna. Matka klesne na kolena a zhroutí se. Film končí záběrem na ocelové dveře ztichlé plynové komory.

## Citáty
„Ale přece jsou i hodní Židé?“ (Bruno)
„Kdybys objevil hodného Žida, byl bys ten nejlepší průzkumník na světě.“ (učitel Liszt vyjadřuje všeobecně prosazovaný postoj k Židům ve Třetí říši.)